# Peter Willers Jessen (Heimatforscher)
Peter Willers Jessen (* 23. Dezember 1870 in Eckernförde; † 22. März 1949 ebenda) war ein deutscher Lehrer, Heimatforscher und Lokalpolitiker. Üblicherweise wird er (nur) als Willers Jessen bezeichnet; er selbst publizierte mit diesem Namen.

## Leben

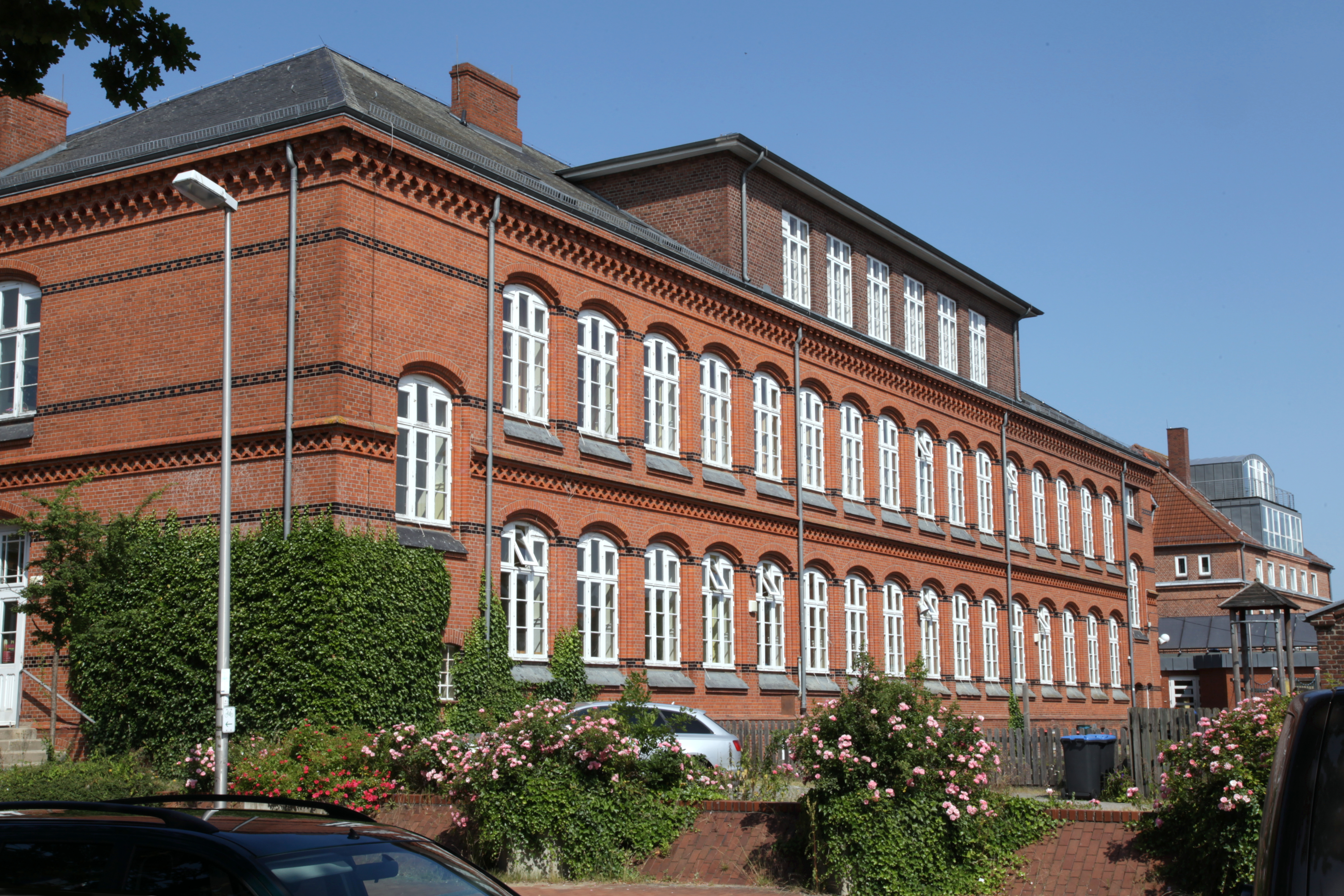
Willers-Jessen-Schule

Jessen besuchte die Städtische Mittelschule und ging nach der Konfirmation auf die Präparandenanstalt und das Lehrerseminar in seiner Heimatstadt. Der junge Lehrer unterrichtete von 1892 an zuerst in Süderstapel, bevor er 1895 nach Eckernförde zurückkehrte. Dort war er bis 1921 – nur durch die zweijährige Teilnahme am Ersten Weltkrieg unterbrochen – Lehrer an der Knabenbürgerschule, ab 1932 war er deren Rektor. Die Grundschule wurde 1949 nach ihm „Willers-Jessen-Schule“ benannt (seit 2013 geschlossen).
Neben seinem Lehrerberuf hatte Jessen auch lokalpolitische Ämter inne: 1919 wurde er zum Stadtrat gewählt. 1920/21 war er kommissarischer Bürgermeister in seiner Vaterstadt Eckernförde. Von 1926 bis 1929 gehörte er als Abgeordneter dem Kreistag an.
Jessen arbeitete außerdem auf dem Gebiet der Landeskunde und Heimatgeschichte und vertrat 1899 für ein Vierteljahr den erkrankten Kustos des Museums für Vaterländische Alterthümer in Kiel. Von 1924 bis 1932 war er Archivpfleger des Kreises Eckernförde und gründete 1935 gemeinsam mit Christian Kock die „Arbeitsgemeinschaft Schwansen, Amt Hütten, Dänischwohld“ (heute: Heimatgemeinschaft Eckernförde). Von seinen umfassenden Kenntnissen der engeren Heimat und der Landschaft Stapelholm zeugen seine Publikationen, vor allem das „Heimatbuch des Kreises Eckernförde“, das er 1916 zusammen mit Kock herausgab. Im Jahre 1928 konnten Jessen und Kock das Heimatbuch nochmals stark erweitert auflegen (1967 bzw. 1972 erschien eine dritte, nunmehr zweibändige Ausgabe). Jessen sammelte auch umfangreiches Material für eine „Chronik der Landschaft Stapelholm“, die allerdings erst 1950 postum erscheinen konnte. Er gilt darüber hinaus als erster und wichtiger Mitarbeiter an Otto Mensings „Schleswig-Holsteinischem Wörterbuch“.
1948 wurde er zum Ehrenvorsitzenden der von ihm gegründeten Arbeitsgemeinschaft sowie zum Ehrenmitglied des Schleswig-Holsteinischen Heimatbundes ernannt.

## Veröffentlichungen (Auswahl)
- mit Reimer Hansen: Quellen zur Geschichte des Bistums Schleswig. Universitäts-Buchhandlung, Kiel 1904 (= Quellensammlung der Gesellschaft für Schleswig-Holsteinische Geschichte. Band 6). OCLC 245954970.
- Übersicht über das Eckernförder Kirchenarchiv. In: Zeitschrift der Gesellschaft für Schleswig-Holsteinische Geschichte. Bd. 39 (1909), S. 382–398 (Digitalisat).
- Zwei Ahlefeldsche Stiftungen. In: Zeitschrift der Gesellschaft für Schleswig-Holsteinische Geschichte. Bd. 40 (1910), S. 340–483 (Digitalisat).
- mit Christian Kock: Heimatbuch des Kreises Eckernförde. Schwensen, Eckernförde 1916 OCLC 467921123.
- Chronik der Landschaft Stapelholm. 1950 (Reprint Schleswig 1989) OCLC 40546256.
- Hans Gudewerdt und die Eckernförder Bildschnitzerschule mit ihren Meistern Ciriacus Dirkes, Hans Dreyer, Hans Gudewerdt I, Hans Gudewerdt II, Hans Gudewerdt III, Lorentz Jories, Jürgen Koberch, Peter Neelsen. J. C. Schwensen-Verlag, Eckernförde 1931 OCLC 72553107.
- Das Siegel der Stadt Eckernförde. In: Die Heimat. Monatsschrift des Vereins zur Pflege der Natur- und Landeskunde in Nordelbingen. Bd. 43 (1933), Nr. 8, August 1933, S. 187–192 (Digitalisat).
- Zur Geschichte der Fischerei in Eckernförde im 16. und 17. Jahrhundert. In: Die Heimat. Monatsschrift des Vereins zur Pflege der Natur- und Landeskunde in Nordelbingen. Bd. 44 (1934), Heft 6, Juni 1934, S. 257f. (Digitalisat).
- Handwerk und Gewerbe und ihr Einfluß auf den Wechsel der Bevölkerung in Eckernförde. In: Die Heimat. Monatsschrift des Vereins zur Pflege der Natur- und Landeskunde in Nordelbingen. Bd. 45 (1935), Heft 10, Oktober 1935, S. 337–342 (Digitalisat).
- Die Tileburg. In: Die Heimat. Monatsschrift des Vereins zur Pflege der Natur- und Landeskunde in Nordelbingen. Bd. 46 (1936), Heft 2, Februar 1936, S. 35–38 (Digitalisat).
- Stapelholm in bischöflicher Zeit. In: Die Heimat. Monatsschrift des Vereins zur Pflege der Natur- und Landeskunde in Nordelbingen. Bd. 46 (1936), Heft 2, Februar 1936, S. 39–41 (Digitalisat).
- Ursprung und Zweck der Stapelholmer Bauernglocken. In: Die Heimat. Monatsschrift des Vereins zur Pflege der Natur- und Landeskunde in Nordelbingen. Bd. 46 (1936), Heft 2, Februar 1936, S. 45f. (Digitalisat).
- Die Ausgrabung des Fährhauses am Stapelholmer Eiderufer gegenüber der Tileburg. In: Die Heimat. Monatsschrift des Vereins zur Pflege der Natur- und Landeskunde in Nordelbingen. Bd. 46 (1936), Heft 10, Oktober 1936, S. 300–303 (Digitalisat).
- Vor hundert Jahren: ein Gedenkbüchlein an den Tag von Eckernförde den 5. April 1849. neu herausgegeben von der Buchhandlung Rohde, Eckernförde 1984 OCLC 65646906.